# Ptychadena taenioscelis
Ptychadena taenioscelis es una especie  de anfibios de la familia Ptychadenidae.

## Distribución geográfica
Se encuentra en Angola, Botsuana, República del Congo, República Democrática del Congo, Gabón, Kenia, Malaui, Mozambique, Namibia, Sudáfrica, Tanzania, Zambia y, posiblemente en Burundi, Uganda y Zimbabue.

## Estado de conservación
Se encuentra amenazada por la pérdida de su hábitat natural.